# Poste Valley
Das Poste Valley ist ein von den Eismassen des Palestrina-Gletschers besetztes Tal mit südsüdost-nordnordwestlicher Ausrichtung im Norden der Alexander-I.-Insel westlich der Antarktischen Halbinsel. Es liegt zwischen Mount Braun und den Landers Peaks.
Wissenschaftler des British Antarctic Survey nahmen zwischen 1975 und 1976 Vermessungen vor. Das UK Antarctic Place-Names Committee benannte es 1980 nach Louis-Émile Poste (1876–unbekannt), einem Heizer des Forschungsschiffs Français bei der Vierten Französischen Antarktisexpedition (1903–1905) und zweiter Maschinist auf der Pourquoi-Pas ? bei der  Fünften Französischen Antarktisexpedition (1908–1910), beide unter der Leitung des Polarforschers Jean-Baptiste Charcot.